# Plectrophora suarezii
Plectrophora suarezii là một loài thực vật có hoa trong họ Lan. Loài này được Dodson & M.W.Chase miêu tả khoa học đầu tiên năm 1989.